# Ашурлы, Исрафил Али оглы
Исрафил Али оглы Ашурлы (азерб. Israfil Əli oğlu Aşurlı, род. 16 января 1969) — азербайджанский альпинист. Судья международной категории по ледолазанию. Мастер спорта Азербайджанской Республики. Инструктор-методист по альпинизму.
Первый азербайджанский восходитель на восьмитысячники: Эверест, Канченджангу, Лхоцзе, Манаслу, Броуд пик, Макалу, Нанга Парбат, Гашербрум II.
Первый в Азербайджане "Снежный Барс" (порядковый номер в международном рейтинге ##537 список выполнивших норматив "Снежный Барс")
Первым в Азербайджане высадился в Антарктиде (2005), достиг Северного Полюса (лыжный переход в 2009) и взошёл на высочайшие вершины всех континентов - проект "7 SUMMITS" (порядковый номер в международном рейтинге #215 - список взошедших на все вершины "7 SUMMITS"). 
Соучредитель  Федерации альпинизма Азербайджана  (вновь созданной 31.08.2022. азерб. Azərbaycan Alpinizm Federasiyası). Основатель Азербайджанского Альпийского Клуба (азерб. Azərbaycan Alpine Klubu).
Предыдущие должности: генеральный секретарь Федерации альпинизма Азербайджана (с 12.09.2022 по 25.12.2024). ответственный секретарь комитета по ледолазанию (англ. Ice-Climbing Commission) в 2010—2017 годах при Международном союзе альпинистских ассоциаций (UIAA), президент молодёжного комитета Союза в 2012—2016 годах, президент Федерации Альпинизма Азербайджана в 2010—2016 годах, член президиума Евро-Азиатской ассоциации альпинизма и скалолазания с 2011 года (англ. Euro-Asian Association of Mountaineering and Climbing).

## Биография

### Предпринимательская деятельность
Родился 16 января 1969 года в городе Баку. Выпускник бакинской школы № 6, окончил энергетический факультет Азербайджанской государственной нефтяной академии. В 1991 году организовал телекоммуникационную компанию «Инсол», занимающуюся с 1998 года установкой и запуском телекоммуникационного оборудования для операторов мобильной и проводной связи; член совета директоров группы компаний и генеральный директор управляющей компании «Инсол Консалтинг». 

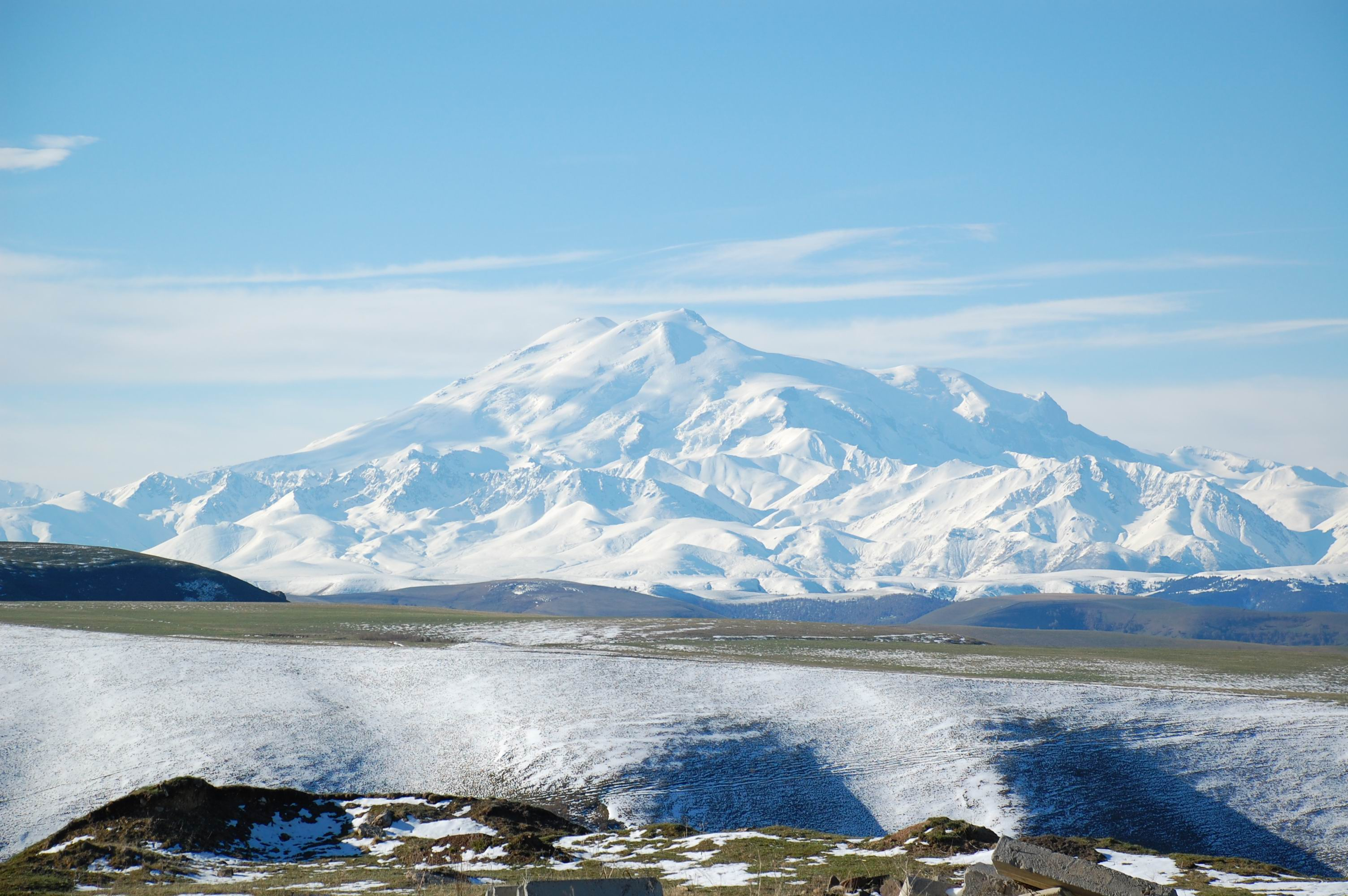
Гора Эльбрус

### Карьера альпиниста
В 1999 году Исрафил Ашурлы впервые совершил туристский треккинг к подножью Канченджанги в Гималаях; в индийском штате Сикким поднявшись на пятитысячный перевал Гоча-Ла.

Я вообще не понимал, как это люди ходят в горы, в палатках живут. Замашки у меня были вполне сибаритские […] Когда люди попадают в горы, у них два варианта. Либо горы им не нравятся и они туда больше вообще не ходят. Либо настолько нравятся, что они стараются при первой же возможности попасть туда ещё раз. У меня — второй случай.

В 2001—2007 годах в рамках программы «Семь вершин» покорил высочайшие вершины всех континентов и стал первым представителем Азербайджанской Республики, выполнившим эту программу:
- 2001 — Килиманджаро (5895 м)
- 2002 — Косцюшко (2228 м)
- 2003 — Эльбрус (5642 м; по состоянию на 2021 год поднимался 33 раза)
- 2004 — Аконкагуа (6962 м)
- Июнь 2005 — Денали (6194 м). В покорении горы участвовали Исрафил Ашурлы и Фаиг Мурсагулов, в составе группы из 7 участников, продвигались по маршруту «Вест Баттрес»; на разведку маршрута Ашурлы вышел с двумя другими альпинистами, совершив подъём с Мурсагуловым[3].
- Декабрь 2005 — Винсон (4892 м)
- С марта по 19 мая 2007 — Джомолунгма (Эверест. 8848 м). Участвовал в экспедиции под руководством мастера спорта Александра Абрамова, начавшейся в конце марта; группа насчитывала 17 альпинистов, 4 проводника и врача. Шёл вместе с Сергеем Кофановым[4]. Подъём на вершину состоялся 19 мая около 2:30 по Баку (UTC+4); Ашурлы установил флаг Азербайджана на вершине[5].

С 2007 года является участником экспедиций на следующие восьмитысячники (проект «Корона Земли)»:
- 19 мая 2007 — Джомолунгма (Эверест. 8848 м).
- 21 мая 2011 — Канченджанга (8586 м). Экспедиция с Алексеем Болотовым и Николаем Тотмяниным[6].
- 2013 год — экспедиция на Нанга Парбат (8125 м). До 6100 м. Прервана из-за нападения террористов на базовый лагерь.
- 2014 год — экспедиция на Шишабангму (8027 м). До 6800 м. Прервана из-за начавшегося отёка лёгких.
- 22 мая 2019 — Лхоцзе (8516 м).
- 26 мая 2019 — Манаслу (8163 м).
- 2021 весна — экспедиция на Аннапурну (8091м). До 6700 м. Прервана из-за полученных обморожений.
- 2021 лето — экспедиция на Броуд-Пик (8051 м). До 7900 м (первый штурм). Прервана на второй попытке, на высоте 7500 м, из-за высокой лавиноопасности.
- 23 июля 2022 — Броуд-Пик (8051 м).
- 18 мая 2023 — Макалу (8485 м).
- 2023 лето — экспедиция на Нанга Парбат. До высоты 7400 м. Прервана из-за участития в спасательных работах.
- 10 июля 2024 — Нанга Парбат (8126 м).
- 23 июля 2024 — Гашербрум II (8035 м).

Из других гималайских вершин им были покорены также:
- 2003 — Парилапче (6017 м). Поднимался с Владимиром Шатаевым в составе международной экспедиции[7].
- 2019 — Айленд-пик (6189 м), два восхождения.
- 2019 — Лхоцзе (8516 м), в составе международной экспедиции.
- 2019 — Манаслу (8163 м), в составе международной экспедиции.
- 2019 — Ама-Даблам (6812 м)[8].
- 2024 — Нангапарбат (8125 м)[9].

Титул «Снежного барса» обрёл после покорения пяти семитысячников бывшего СССР:
- 2004 — пик Ленина (7134 м)
- 2005 — пик Корженевской (7105 м)
- 2006 — пик Коммунизма (7495 м)
- 2009 — Хан-Тенгри (7010 м) и пик Победы (7439 м)

10 апреля 2009 года Ашурлы достиг Северного плюса, пройдя более 111 км на снегоступах. Во время похода у него сломалась одна из лыж, также он провалился под лёд.

### Спасения альпинистов
В июле 2022 года Исрафил Ашурлы спас румынского альпиниста Джео Бадеа, совершавшего восхождение на вершину Броуд-Пик (8051 м).
В начале июля 2023 года во время восхождения к пику Нангапарбат (8125 м) в Гималаях, Ашурлы, по словам российского альпиниста Сергея Кофанова, прервал своё восхождение, чтобы спасти двух застрявших альпинистов. Одного из них, Павла Копеца из Польши, Ашурлы застал в безнадежном состоянии, он умер на руках Исрафила. Другого же альпиниста, пакистанца Асифа Бхатти, Ашурлы сумел дотащить до лагеря № 3, где оба застряли из-за разбушевавшейся непогоды. После спуска во второй лагерь, при поддержке двух пакистанских альпинистов они дошли до базового лагеря. Координатор спасательной операции Наила Киани заявила:
Исрафил Ашурли — герой. Он не бросил Асифа умирать, хотя рисковал при этом собственной жизнью.

## Достижения и награды
Является первым альпинистом из Азербайджанской Республики осуществившим:
- первый азербайджанец, покоривший гималайские восьмитысячники Джомолунгма (2007), Канченджанга (2011), Лхоцзе (2019), Манаслу (2019), Броуд-Пик (2022), Макалу (2023)  Нанга Парбат и Гашербрум II (2024).
- первый азербайджанец — член клуба «Семь вершин» (2007);
- первый азербайджанец — «Снежный барс» (2009)
- первый азербайджанский покоритель Северного полюса (2009);
- первый азербайджанец, высадившийся в Антарктиде (декабрь 2005).

4 марта 2009 года Указом Президента Азербайджанской Республики награждён медалью «Прогресс» (азерб. «Tərəqqi» medalı) .
11 июля 2023 года награжден Благодарственным письмом  Командующего Сухопутными Войсками Пакистана за спасение Асифа Бхатти
Кавалер общественной альпинистской награды - Орден «Эдельвейс» I и II степеней.
В 2013 году награждён нагрудным знаком «90-летие советского альпинизма» и почётным знаком «Восходитель на Эверест».